# بوغولما
بوغولما (بالروسية: Бугульма) هي إحدى مدن روسيا في مقاطعة تتارستان في الكيان الفدرالي الروسي. ويبلغ عدد سكانها 93,014 نسمة حسب إحصائيات عام 2002.

## توأمة
لبوغولما اتفاقيات توأمة مع:
- أيدين

## أعلام
- ألسو